# Nur der Freiheit gehört unser Leben (Film)
Nur der Freiheit gehört unser Leben ist ein deutscher Fernsehfilm in Schwarzweiß aus dem Jahr 1969 von Eberhard Itzenplitz. Das Drehbuch verfasste Herbert Knopp. Es basiert auf dem Roman Jugend ohne Gott des österreichischen Autors Ödön von Horváth. Die Hauptrollen sind mit Heinz Bennent, Fritz Straßner, Robert Freitag und Gusti Kreissl besetzt. Seine Premiere hatte der Film am 5. November 1969 im Zweiten Deutschen Fernsehen. Der Filmtitel entspricht der ersten Zeile des gleichnamigen nationalsozialistischen Propagandaliedes von Hans Baumann.

## Handlung
Der Oberrealschullehrer Lorenz sieht sich vor plötzlichen Schwierigkeiten, als er – der Vorschrift folgend – einen Schulaufsatz in Geografie über Kolonialprobleme schreiben lässt, bei der Korrektur sich jedoch in Widerspruch zur herrschenden völkischen Auffassung von 1934 bringt. Die Schüler, von den gängigen Parolen der nazistischen Propaganda in Elternhaus und Öffentlichkeit erfüllt, lehnen ihren Lehrer ab. Ein Zeltlager soll das Vertrauen wiederherstellen. Doch da geschieht ein Mord an dem Schüler Niederhöfer, der zu den eifrigsten Anhängern der „neuen Richtung“ gehörte. Der Verdacht richtet sich zunächst gegen den Mitschüler Ziegler, der ein Tagebuch führt und deswegen von Niederhöfer gehasst wurde; denn Tagebuchschreiben wurde von der Propaganda als eine typische Überschätzung des eigenen Ichs bezeichnet. Außerdem gibt das Tagebuch Aufschluss über ein Liebesverhältnis Zieglers zu der Streunerin Erika. Studienrat Lorenz, mittlerweile wegen seiner politischen Unzuverlässigkeit vom Dienst suspendiert, ahnt in dem reichen Industriellensohn Trautwein den wahren Täter. Als er ihm die Tat auf den Kopf zusagt, nimmt sich der Durchschaute das Leben. Lorenz erkennt, dass in dieser Zeit der faschistisch angeheizten Gesinnungen kein Platz für ihn an einer deutschen oder österreichischen Schule sein wird. Dankbar nimmt er deshalb das Angebot des Pfarrers an, in einer Missionsschule fern der Heimat zu unterrichten.

## Kritik
Der Evangelische Film-Beobachter fasst seine Meinung so zusammen: „Die Dramatisierung des Romans von Ödön von Horvath wirkt in ihrer Verschachtelung von Reflexion und szenischer Rückblende nicht immer überzeugend, imponiert jedoch durch ihr aufrichtiges Bekenntnis zur Humanität. Sehenswert ab 14 Jahren.“